# Elisha Gray
Elisha Gray (Barnesville, 2. kolovoza 1835. – Newtonville, 21. siječnja 1901.), američki izumitelj. Neovisno o A. G. Bellu bavio se prenošenjem akustičkih tonova žičanim putem. Samo nekoliko sati nakon Bella (1876.) patentirao je svoj izum telefona. Bell je u svoj uređaj ugradio neke Grayeve izume i došlo je do sudskog spora koji je dobio Bell. Gray je radio na usavršavanju telegrafa i izumio teleautograf, stroj za električno prenošenje rukopisa (1888).